# Merijärvi
Merijärvi – gmina w Finlandii, w regionie Pohjois-Pohjanmaa. Powierzchnia wynosi 231,63 km², z czego 1,8 km² stanowi  woda. Populacja wynosi 1 197 osób (2011).

## Sąsiadujące gminy
- Alavieska
- Kalajoki
- Oulainen
- Ylivieska
- Pyhäjoki

## Wsie
Männistönpuhto, Pyhänkoski, Ylipää, Saukonperä, Kalapudas